# Tommy Nobis
Thomas Henry „Tommy“ Nobis Jr. (* 20. September 1943 in San Antonio, Texas; † 13. Dezember 2017), Spitzname: Mr. Falcon, war ein US-amerikanischer American-Football-Spieler. Er spielte als Linebacker in der National Football League (NFL) bei den Atlanta Falcons.

## Spielerlaufbahn

### Collegekarriere
Tommy Nobis besuchte in seiner Geburtsstadt die Highschool. Nach seinem Schulabschluss studierte er an der University of Texas at Austin für deren Footballmannschaft, die Texas Longhorns, er von 1963 bis 1965 als Linebacker und Guard spielte. Als Rookie gewann er mit seiner Mannschaft die nationale Collegemeisterschaft. Im Cotton Bowl Classic Spiel besiegte er mit seiner Mannschaft das Team der United States Naval Academy mit 28:6. In den Jahren 1964 und 1965 wurde Tommy Nobis zum All-American gewählt. Aufgrund seiner sportlichen Leistungen zeichnete ihn sein College insgesamt dreimal aus. In seinem letzten Spieljahr gewann er die Outland Trophy, den Maxwell Award und den Knute Rockne Award.

### Profikarriere
Thomas Nobis wurde im Jahr 1966 von den Atlanta Falcons in der ersten Runde an erster Stelle gedraftet. Auch die in der American Football League (AFL) angesiedelten Houston Oilers zogen ihn in der ersten Runde an fünfter Stelle der AFL Draft. Obwohl Nobis von Astronaut Frank Borman während dessen Raumflug mit dem Raumschiff Gemini 7 dazu aufgefordert wurde, sich an die Oilers zu binden, entschloss er sich einen Vertrag bei der Mannschaft aus Atlanta zu unterschreiben. Er ist damit der erste gedraftete Spieler der 1966 neu gegründeten Atlanta Falcons. Bei den Falcons wurde er nur noch als Linebacker in der Defense eingesetzt. Nobis wurde bereits als Rookie in den Pro Bowl gewählt, seine Mannschaft hingegen war während seiner gesamten Spielerkarriere nicht in der Lage die Play-offs zu erreichen. Lediglich im Jahr 1973 gelang es den Falcons unter Head Coach Norm Van Brocklin die Saison mit einer positiven Bilanz zu beschließen. Das Team gewann in der regular Season neun von 14 Spielen – zu einem Einzug in die Play-offs reichte diese Bilanz trotzdem nicht. Nach der Saison 1976 beendete Tommy Nobis seine Profikarriere.

## Nach der Spielerlaufbahn
Nobis arbeitete seit Beendigung seiner Spielerlaufbahn in der Organisation der Atlanta Falcons. Im Jahr 1975 gründete er das Tommy Nobis Center. Die Organisation versucht die Berufschancen behinderter Menschen zu verbessern. Am 13. Dezember 2017 starb Nobis 74-jährig nach langer schwerer Krankheit.

## Ehrungen
Tommy Nobis spielte fünfmal im Pro Bowl und wurde zweimal zum All Pro gewählt. Er ist Mitglied in der College Football Hall of Fame, in der Atlanta Sports Hall of Fame, in der Georgia Sports Hall of Fame, in der Texas Sports Hall of Fame, in der San Antonio Sports Hall of Fame und in der Texas Longhorn Hall of Fame, sowie im NFL 1960s All-Decade Team. Die Atlanta Falcons ehren ihn auf dem Ring of Honor, sowohl die Falcons, als auch die Longhorns haben seine Rückennummer gesperrt.